# Лудвик Варињски
Лудвик Тадеуш Варињски (Мартиновка; 24. септембар 1856. –  Шлисељбург; 2. март 1889.) био је активиста и теоретичар социјалистичког покрета у Пољској.

## Биографија
Варињски је рођен у Мартиновки, Кијевска губернија (Мартиновка у данашњем Канивском рајону, Черкаска област, Украјина), као син устаника Јануарског устанка.  Године 1865 је започео школовање у гимназији у Белој Цркви. Почев од 1874. године студирао је у Санкт Петербургу на Технолошком институту, где је упознао друге социјалисте, а убрзо се придружује Пољској социјалистичкој омладини. Студентски немири у из 1875. године довели су до тога да је Варињски био приморан да оде. Вратио се у очев дом под полицијским надзором, где је провео наредних годину образујући се под изузетно тешким условима. 
Почетком 1877. године стигао је у Варшаву и посветио се унапређењу социјализма на пољском језику. Основао је први социјалистички часопис на територијама руске окупиране Пољске. Затим се придружио Агрономској школи у Пулавима док је још увек био вођа варшавског радничког покрета.
Преселио се у Лавов, а годину дана касније у Краков, где је наставио свој социјалистички рад. Ухапсила га је аустроугарска полиција у фебруару 1879. и био је затворен до суђења у фебруару 1880, на којем је ослобођен оптужби (након што је одржао дугачак говор у којем је бранио социјалистичке идеје). Ипак, био је приморан да оде у Швајцарску, где су се његове социјалистичке идеје и међународни контакти даље развијали. Варински је био аутор Бриселског програма, идеолошке декларације пољских социјалиста. Током боравка у Швајцарској, упознао је и своју будућу супругу Ану Шерошевску (сестру Вацлава Шерошевског), са којом је имао сина Тадеуша.
Године 1882, Варински се вратио у Варшаву, где је основао прву пољску радничку партију, названу Пролетаријат. Године 1883. ухапсила га је царска тајна полиција и, након суђења са још 29 оптужених особа 1885. године, осуђен је на 16 година затвора у Шлиселбургу. Тамо је умро од туберкулозе 4 године касније.

## Наслеђе
Током времена Народне Републике Пољске, социјалистички покрет који је започео Варињски конвенционално је представљан као почетна тачка социјалистичке традиције у Пољској. Небројени пољски школарци су научили напамет Елегију о смрти Лудвика Варињског, моћну песму Владислава Броњевског о смрти Варињског.
Његов лик је носила пољска новчаница од 100 злота у периоду између 1975. и 1996. године.
Године 1952. фабрика у Варшави је добила име по Варињском и постала је велики произвођач багера, булдожера, дизалица и друге грађевинске опреме. Данас, након приватизације и трансформације, то је језгро Холдинг групе Варињски. 
Пољски филм Бели мазур из 1979. године је посвећен биографији Варињског.
На територији данашње Пољске и Украјине је подигнуто неколико споменика у част Лудвика Варињског.